# United States Institute of Peace
USIP er forkortelsen for USA's fredsinstitut (United States Institute of Peace), en uafhængig, regeringsfinansieret institution, der er etableret af Kongressen.
Blandt USIP's mål er:
- At hjælpe med at forhindre, styre og løse voldelige internationale konflikter både internt i enkeltlande og mellem lande
- At arbejde for stabilitet i perioden efter en konflikts afslutning
- At forbedre fredsarbejdet over hele verden

Instituttet søger at nå sine mål gennem videndeling, resourcetildeling og direkte involvering i fredsarbejdet over hele kloden.
38°53′N 77°03′V / 38.89°N 77.05°V